# Navsari
Navsari est une ville indienne située dans le district de Navsari dans l'État du Gujarat. En 2011, sa population était de 163 000 habitants.

## Source de la traduction
- (en) Cet article est partiellement ou en totalité issu de l’article de Wikipédia en anglais intitulé « Navsari » (voir la liste des auteurs).